# Scopula orthoscia
Scopula orthoscia är en fjärilsart som beskrevs av Edward Meyrick 1888. Scopula orthoscia ingår i släktet Scopula och familjen mätare. Inga underarter finns listade.